# Imma Tataranni
Imma Tataranni (tal. Imma Tataranni - Sostituto procuratore) je talijanska televizijska serija utemeljena romanima Marioline Venezie istoimenog lika.
Serija se premijerno prikazuje u Italiji na kanalu Rai 1 od 22. rujna 2019., dok u Hrvatskoj od 7. veljače 2020. na kanalu Star Crime.

## Radnja
Imma Tataranni zamjenica je tužitelja Državnog odvjetništva Matere, nadarena čudesnim pamćenjem i navikla rješavati slučajeve koji su joj povjereni neuobičajenim metodama. Odlučna i snalažljiva, Imma nikome ne čini ustupke, ni na radnom mjestu ni u obitelji (gdje se mora nositi s mužem s likom suprotnim njezinom, Pietrom i buntovnom kćeri tinejdžericom Valentinom), međutim ima ironičnu stranu koju pušta da s vremena na vrijeme izađe. Nakon što je morala naporno raditi kako bi došla do pozicije koju zauzima, Imma uporno vjeruje u vrijednosti pravde i stoga je nepotkupljiva. U svojim istraživanjima kroz Basilicatu i okolicu podržavaju je sramežljivi i učinkoviti imenovani, zatim maršal Ippazio Calogiuri, s kojim uspostavlja odnos velikog suučesništva, te mnogi drugi znatiželjni likovi.

## Glumačka postava
- Vanessa Scalera kao Immacolata "Imma" Tataranni
- Massimiliano Gallo kao Pietro De Ruggeri
- Alessio Lapice kao Ippazio Calogiuri
- Barbara Ronchi kao Diana De Santis
- Carlo De Ruggieri kao doktor Taccardi
- Carlo Buccirosso kao Alessandro Vitali
- Monica Dugo kao Maria Moliterni
- Ester Pantano kao Jessica Matarazzo
- Martina Catuzzi kao Laura Bartolini

## Pregled serije
Serija se premijerno prikazuje u Italiji na kanalu Rai 1 od 22. rujna 2019., dok u Hrvatskoj od 7. veljače 2020. na kanalu Star Crime.
Druga sezona podijeljena je u dva dijela: prva od 26. listopada do 9. studenog 2021., druga od 27. rujna do 13. listopada 2022. U Hrvatskoj druga sezona se prikazala bez prekida od 23. prosinca 2022. do 10. veljače 2023.
Treća sezona prikazala se od 25. rujna do 16. listopada 2023. dok u Hrvatskoj se prikazivala od 23. veljače do 15. ožujka 2024.
| Sezona | Epizoda | Epizoda | Talijansko prikazivanje | Talijansko prikazivanje | Hrvatsko prikazivanje | Hrvatsko prikazivanje |
| Sezona | Epizoda | Epizoda | Premijera               | Finale                  | Premijera             | Finale                |
| ------ | ------- | ------- | ----------------------- | ----------------------- | --------------------- | --------------------- |
| 1.     | 6       | 6       | 22. rujna 2019.         | 27. listopada 2019.     | 7. veljače 2020.      | 13. ožujka 2020.      |
| 2.     | 8       | 4       | 26. rujna 2021.         | 9. studenoga 2021.      | 23. prosinca 2022.    | 10. veljače 2023.     |
| 2.     | 8       | 4       | 27. rujna 2022.         | 13. listopada 2022.     | 23. prosinca 2022.    | 10. veljače 2023.     |
| 3.     | 4       | 4       | 25. rujna 2023.         | 16. listopada 2023.     | 23. veljače 2024.     | 15. ožujka 2024.      |
| 4.     | 4       | 4       | 23. veljače 2025.       | 16. ožujka 2025.        | Još nije najavljeno   | Još nije najavljeno   |

## Produkcija
Snimanje prve sezone započelo je 6. studenoga 2018. i uglavnom se odvijalo između Matere i Metaponta. Ostale lokacije uključuju grad Ginosa, zaselak Serra Marina u Bernaldu, jaruge Montalbano Jonico, turističku luku Policoro, La Martella i branu Monte Cotugno u Senisu. Posljednje scene i mnogi interijeri snimljeni su u Rimu.
Nekoliko dana nakon završetka prikazivanja objavljeno je da će serija biti obnovljena za drugu sezonu. Osim Matere i njezine pokrajine (Montescaglioso, Irsina i Alianello), snimanje druge sezone odvijalo se u Val d'Agri, između općina Marsicovetere, Marsico Nuovo, Viggiano i Abriola, posebno naturalističkog područja Nacionalnog parka Appennino Lucano Val d'Agri Lagonegrese.
Prije kraja druge sezone najavljena je obnova za treću, koja se počela snimati početkom 2023. u rimskim studijima za interijere, a zatim se nastavilo u Materi u proljeće. Prva epizoda emitirana je 25. rujna 2023. Tijekom konferencije za medije na predstavljanju treće sezone, redateljica Rai Fictiona Maria Pia Ammirati potvrdila je da se već piše četvrta sezona.

## Vanjske poveznice
- Službena stranica RaiPlay-a
- Službena stranica Star Channel-a
- Imma Tataranni - Sostituto procuratore u internetskoj bazi filmova IMDb-a